# Felix II. (Papst)
Felix II. († 1. März 492) war Bischof von Rom von 483 bis zu seinem Tode.

## Leben
Mit Felix bestieg erstmals ein Mitglied des Senatsadels den römischen Bischofsstuhl. Felix war der Sohn eines Presbyters. Er war bereits verheiratet und Vater mehrerer Kinder, als er zum Diakon geweiht wurde, was damals ein hohes Klerikeramt in der Bistumsverwaltung war. Am 13. März 483 wurde er unter Einfluss König Odoakers zum Bischof gewählt und war der erste römische Bischof nach dem Untergang des weströmischen Reiches. Als erster Bischof von Rom sandte er darum eine Anzeige seiner Wahl nach Konstantinopel und erkannte damit den oströmischen Kaiser von Byzanz an. Das Verhältnis der römischen Kirche zum Kaiser Zenon und seinem Patriarchen Akakios verschlechterte sich jedoch aufgrund der Streitigkeiten zwischen orthodoxen Chalcedoniern und Monophysiten rasch. Mit seinem 482 erlassenen Edikt Henotikon hatte der monophysitenfreundliche Zenon versucht, einen theologischen Kompromiss zwischen orthodoxen und heterodoxen Strömungen durchzusetzen, um das oströmische Reich religiös zu einen. Felix setzte sich an die Spitze des Widerstands gegen diese im chalcedonfreundlichen Westen als häretisch betrachtete Regelung und verhängte 484 den Kirchenbann über die Anhänger des Henotikons. Den maßgeblichen Verfasser der Kompromissformel, den Patriarchen Akakios von Konstantinopel, erklärte er im Streit um die von Felix geforderte Absetzung des von Akakios tolerierten monophysitischen Patriarchen von Alexandrien, Petros III. Mongos, dessen chalcedonensischer Konkurrent Johannes Talaia sich nach Rom geflüchtet hatte, für abgesetzt. Akakios ließ Felix daraufhin seinerseits aus dem Verzeichnis der Patriarchen streichen und erkannte ihm die Amtswürde ab. Damit entstand das akakianische Schisma, die erste Kirchenspaltung zwischen Ost- und Westkirche, die bis 519 dauerte.
Trotz ihrer Konflikte einigte sich Felix mit Kaiser Zenon auf eine oströmische Intervention zur Beendigung der Verfolgung katholischer Christen in Nordafrika durch die arianischen Vandalen. In diesem Zusammenhang erließ eine von Felix nach Rom einberufene Synode im Jahr 487 Bußbestimmungen für Lapsi und regelte die Bedingungen, unter denen die während der vandalischen Religionsverfolgung zum Arianismus konvertierten Katholiken in die nizänische Orthodoxie zurückkehren durften.
Die letzten Jahre seines Pontifikats wurden von den Wirren durch die ostgotische Eroberung Italiens unter Theoderich überschattet. Felix galt als Hort der Orthodoxie und trat in einer Zeit, in der Italien dem unmittelbaren Zugriff Ostroms entzogen war, für die Unabhängigkeit der Kirche des ehemaligen Westroms gegenüber dem Kaiser ein. Einflussreicher Leiter der Politik und Verfasser der päpstlichen Briefe unter Felix war sein Archidiakon und späterer Nachfolger Gelasius. Felix starb am 1. März 492 in Rom und wurde in Sankt Paul vor den Mauern bestattet, seiner Diakonatskirche. Sein Gedenktag ist der 1. März. Er ist der Urgroßvater von Papst Gregor dem Großen.
In einigen Zählungen wird Felix II. auch als „Felix III.“, „Felix III. (II.)“ bzw. „Felix II. (III.)“ bezeichnet, weil es von 355 bis 358 einen anderen Papst Felix II. gab, der teils als Gegenpapst, teils als rechtmäßiger Papst angesehen wurde.